# Jacques Tits
Jacques Tits (n. 12 august 1930, Uccle, Comunitatea Francofonă din Belgia⁠(d), Belgia – d. 5 decembrie 2021, Paris, Métropole du Grand Paris, Franța) a fost un matematician  câștigător al Premiului Abel în 2008.